# مبدل حرارتی پوسته و لوله

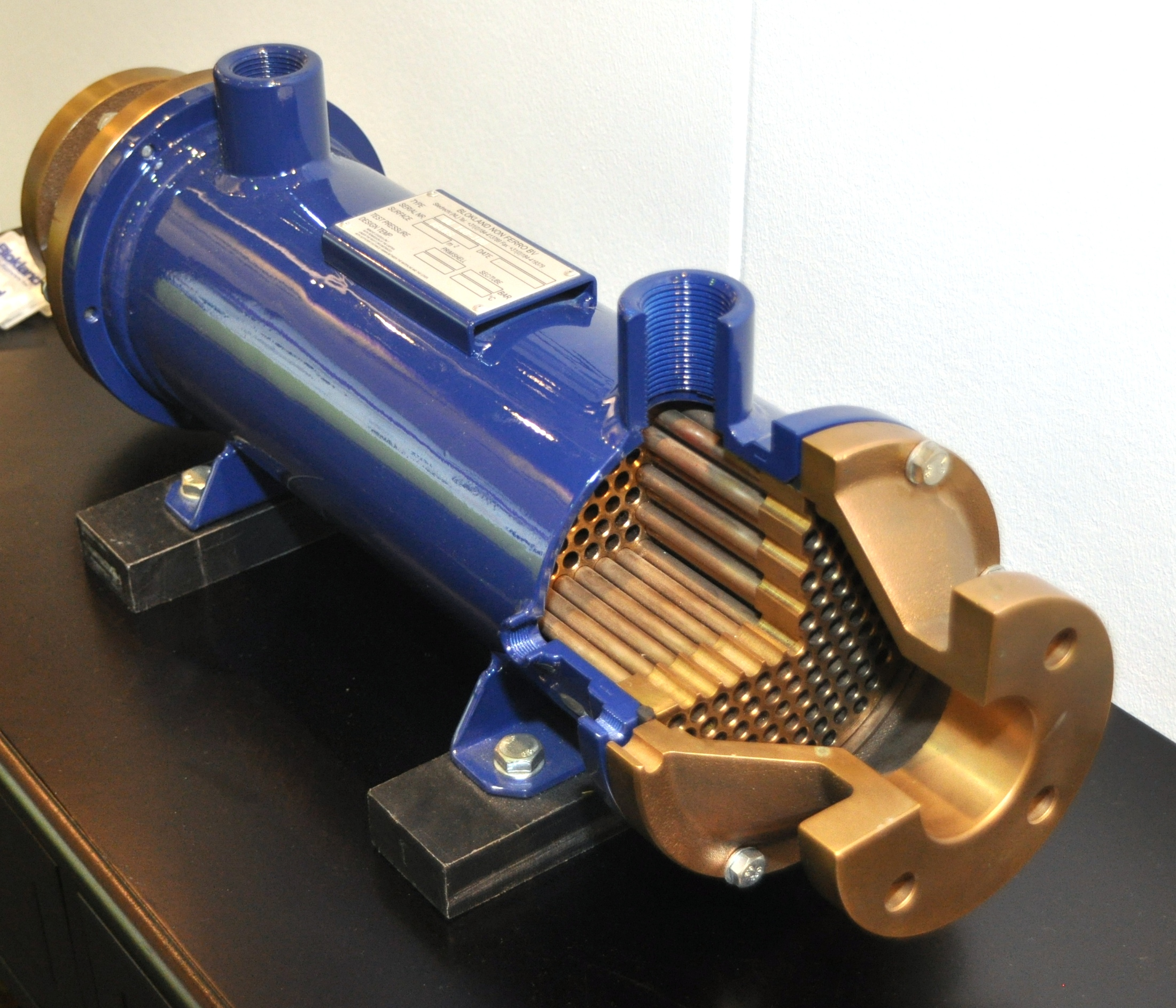
برشی از یک نمونه نیمه صنعتی از یک مبدل پوسته و لوله که مسیرهای ورود و خروج و همچنین لوله‌های درون مبدل در آن دیده می‌شود.

مبدل حرارتی پوسته و لوله(به انگلیسی: Shell and tube heat exchanger) نوعی مبدل حرارتی است که کاربرد وسیعی در صنایع شیمیایی مانند واحدهای تقطیر نفت خام دارد. همان‌طور که از نام آن پیداست این مبدل از یک مخزن استوانه‌ای شکل بزرگ (پوسته) در فشار بالا و تعدادی لوله در داخل آن تشکیل شده است. مایع در داخل لوله‌ها حرکت می‌کند و بخار داغ بر روی لوله‌ها و درون پوسته جریان دارد. به علت تعداد زیاد این لوله‌ها و سطح تماس بالایی که ایجاد می‌کند، حرارت بخار به مایع داخل لوله منتقل شده و مایع را به جوش می‌آورد.

## مبانی طراحی

طرح کلی از تبادل حرارت در یک مقطع فرضی مبدل و جریان‌های ورودی و خروجی از آن.

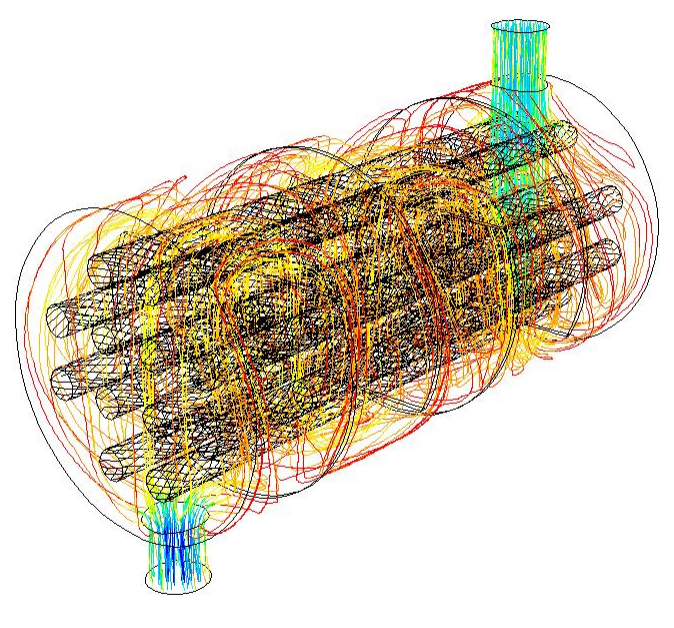
طرحی از یک مبدل پوسته و لوله

در مبدل‌های حرارتی معمولاً دو سیال بدون تماس جرمی با یکدیگر تبادل حرارت می‌کنند. سیال سرد تر در تماس با سیال گرم انرژی حرارتی گرفته و دمای آن بالا می‌رود و در عوض سیال گرم تر با از دست دادن حرارت، سرد می‌شود. این تبادل بر اساس اصول ابتدایی انتقال حرارت یعنی رسانش گرمایی و همرفت قابل توصیف است. در مبدل‌ها در حالت ایده‌آل و بدون در نظر گرفتن پرت انرژی، مقدار گرمایی که سیال گرم از دست می‌دهد و مقدار گرمایی که سیال سرد می‌گیرد برابر بوده و طبق رابطه بنیادی زیر برای هر سیال قابل محاسبه است.
{\displaystyle q_{h}={\dot {m}}_{h}C_{h}\Delta T_{h}}
{\displaystyle q_{c}={\dot {m}}_{c}C_{c}\Delta T_{c}}
که در حالت ایده‌آل مقدار گرمای از دست داده سیال گرم و گرمای به دست آمده برای سیال سرد با هم برابر است یعنی:
{\displaystyle q_{c}=q_{h}}
در روابط بالا {\displaystyle q_{c}} و {\displaystyle q_{h}} نشان دهنده گرمای مبادله‌ای سیال سرد و گرم،{\displaystyle {\dot {m}}_{c}} و {\displaystyle {\dot {m}}_{h}} نشان دهنده دبی جرمی سیال سرد و گرم و {\displaystyle \Delta T_{c}} و {\displaystyle \Delta T_{h}} نشان دهنده اختلاف دمای ورودی و خروجی سیال سرد و سیال گرم است.
از طرف دیگر ارتباط مقدار گرمای تبادل شده با سطح تماس دو سیال به صورت زیر تعریف می‌شود:
{\displaystyle q=UA\Delta T_{m}}
در رابطه بالا چند نکته حائز اهمیت است.
1. مقدار گرمای مبادله شده، ارتباط مستقیم با میزان سطح تبادل حرارت دو سیال {\displaystyle A} دارد. پس با بالا بردن سطح تماس دو سیال می‌توان بازدهی مبدل رار بالابرد. اما برای این منظور عمدتاً با موانع طراحی و عملیاتی مواجه هستیم.
2. {\displaystyle U} ضریب انتقال حرارت جابجایی است که برای مبدل‌ها با توجه به تغییر مداوم دما در طول مبدل و همچنین جریان‌های متلاطم، به سادگی قابل محاسبه نیست. برای محاسبه این پارامتر، معمولاً از روابط تجربی یا اعداد بدون بعدی چون عدد ناسلت استفاده می‌شود.
3. در این رابطه از نماد {\displaystyle \Delta T_{m}} به جای {\displaystyle \Delta T} استفاده شده، چرا که تغییرات دما در طول مبدل از یک نرخ خطی برخوردار نیست و از پیچیدگی بالایی برخوردار است. در شرایطی که عدد دقیق دمای ورودی و خروجی هر دو سیال از مبدل معلوم باشد می‌توان از اختلاف دمای متوسط لگاریتمی که به صورت زیر تعریف می‌شود استفاده کرد:[۵]

{\displaystyle \Delta T_{m}=LMTD={\frac {\Delta T_{i}-\Delta T_{o}}{\ln \left({\frac {\Delta T_{i}}{\Delta T_{o}}}\right)}}}
در رابطه بالا{\displaystyle \Delta T_{i}} نشان دهنده اختلاف دماهای ورودی به مبدل و {\displaystyle \Delta T_{o}} نشان دهنده اختلاف دماهای خروجی از مبدل است.
همچنین در صورت نبودن اطلاعات کامل از دماهای ورودی و خروجی روش دیگری به نام روش ان تی یو به کار می‌رود که در آن تنها نیاز به دماهای ورودی به مبدل است.

### مبدل‌های جریان موازی و متقابل
در مبدل‌ها به طور کلی ممکن است مسیر حرکت سیال‌های سرد و گرم نسبت به هم دو وضعیت داشته باشند. در حالت اول ممکن است دو سیال از یک ناحیه از مبدل وارد شده و به طور هم مسیر با هم در طول مبدل، تبادل حرارت کنند و از ناحیه دیگر به طور هم‌زمان خارج شوند. این نوع مبدل به مبدل با جریان‌های موازی معروف است. در نقطه مقابل مبدل‌های با جریان متقابل قرار دارند که در آن سیال سرد و گرم از دو نقطه مقابل هم وارد می‌شوند به طوری که در محل خروج سیال سرد، سیال گرم وارد و در نقطه خروج سیال گرم، سیال سرد وارد می‌شود.

طرحی از یک مبدل جریان موازی و نمودار دما در مقابل طول مبدل برای آن (سمت چپ) و یک مبدل جریان متقابل و نمودار دما در مقابل طول برای آن (سمت راست)

### دسته‌بندی در بین انواع مبدل‌ها
مبدل‌های حرارتی بر اساس شکل، کابرد، محل نصب و بسیاری پارامترهای دیگر طراحی می‌شوند. در نتیجه می‌توان آن‌ها را بر اساس این ویژگی‌ها در دسته‌بندی‌های مختلف قرار داد. در نمودارهای زیر دسته‌بندی انواع مبدل‌ها بر اساس آرایش جریان در داخل مبدل و ساختار کلی مبدل و جایگاه مبدل پوسته و لوله در هر دسته‌بندی قابل مشاهده است:
| پوسته و لوله | \| \| جریان موازی \| \| \| \| \| \| جریان متقابل \| \| \| \| |
|              | \| \| جریان موازی \| \| \| \| \| \| جریان متقابل \| \| \| \| |
|              | double-pipe                                                  |
|              |                                                              |
|              | spiral tube                                                  |
|              |                                                              |
|              | pipecoils                                                    |
|              |                                                              |
|              | جریان موازی                                                  |
|              |                                                              |
|              | جریان متقابل                                                 |
|              |                                                              |

|  | جریان موازی  |
|  |              |
|  | جریان متقابل |
|  |              |

|  | plate      |
|  |            |
|  | spiral     |
|  |            |
|  | lamella    |
|  |            |
|  | platecoils |
|  |            |

|          | plate-fin                                                                  |
|          |                                                                            |
| tube‑fin | \| \| ordinary seprating wall \| \| \| \| \| \| heat-pipe wall \| \| \| \| |
|          | \| \| ordinary seprating wall \| \| \| \| \| \| heat-pipe wall \| \| \| \| |
|          | ordinary seprating wall                                                    |
|          |                                                                            |
|          | heat-pipe wall                                                             |
|          |                                                                            |

|  | ordinary seprating wall |
|  |                         |
|  | heat-pipe wall          |
|  |                         |

| rotary | \| \| disk-type \| \| \| \| \| \| drum-type \| \| \| \| |
|        | \| \| disk-type \| \| \| \| \| \| drum-type \| \| \| \| |
|        | fixed-matrix                                            |
|        |                                                         |
|        | disk-type                                               |
|        |                                                         |
|        | drum-type                                               |
|        |                                                         |

|  | disk-type |
|  |           |
|  | drum-type |
|  |           |

| پوسته و لوله | \| \| جریان موازی \| \| \| \| \| \| جریان متقابل \| \| \| \| |
|              | \| \| جریان موازی \| \| \| \| \| \| جریان متقابل \| \| \| \| |
|              | double-pipe                                                  |
|              |                                                              |
|              | spiral tube                                                  |
|              |                                                              |
|              | pipecoils                                                    |
|              |                                                              |
|              | جریان موازی                                                  |
|              |                                                              |
|              | جریان متقابل                                                 |
|              |                                                              |

|  | جریان موازی  |
|  |              |
|  | جریان متقابل |
|  |              |

|  | plate      |
|  |            |
|  | spiral     |
|  |            |
|  | lamella    |
|  |            |
|  | platecoils |
|  |            |

|          | plate-fin                                                                  |
|          |                                                                            |
| tube‑fin | \| \| ordinary seprating wall \| \| \| \| \| \| heat-pipe wall \| \| \| \| |
|          | \| \| ordinary seprating wall \| \| \| \| \| \| heat-pipe wall \| \| \| \| |
|          | ordinary seprating wall                                                    |
|          |                                                                            |
|          | heat-pipe wall                                                             |
|          |                                                                            |

|  | ordinary seprating wall |
|  |                         |
|  | heat-pipe wall          |
|  |                         |

| rotary | \| \| disk-type \| \| \| \| \| \| drum-type \| \| \| \| |
|        | \| \| disk-type \| \| \| \| \| \| drum-type \| \| \| \| |
|        | fixed-matrix                                            |
|        |                                                         |
|        | disk-type                                               |
|        |                                                         |
|        | drum-type                                               |
|        |                                                         |

|  | disk-type |
|  |           |
|  | drum-type |
|  |           |

در مبدل های پوسته و لوله، تعداد یک یا دسته ای از لوله های فلزی (تیوب) در داخل یک لوله ی بزرگتر (شل یا پوسته)قرار می گیرند، تیوب ها یا از یک طرف پوسته و یا از دو سر آن توسط صفحه ای گرد و حفره دار جمع آوری می شوند که این صفحه در حقیقت عمل هدر یا جمع آوری سیال داخل تیوب ها را انجام میدهد که به آن تیوپ شیت نیز گفته میشود.
اگر شکل تیوب بصورت U باشد هر دو سر تیوب ها در یک طرف پوسته قرار گرفته و از یک صفحه ی جمع کننده استفاده میشود و اگر مستقیم باشد از یک طرف پوسته ورودی و از انتهای آن خروجی در نظر گرفته می شود.
پوسته مبدل حرارتی در واقع لوله ای است با طول مشخص که تیوب ها در آنجا داده می شود و خود نیز داری ورودی و خروجی بوده که معمولاً به صورت عرضی روی آن قرار دارد. بدین ترتیب دو سیال قرار گرفته در داخل مجموعه اختلاطی با هم ندارند و صرفا از طریق دیواره تیوب های فلزی (مس، آلومینیوم، استیل، تیتانیوم و …) تبادل حرارت میکنند.
مبدل پوسته لوله به شکل های گوناگون در صنعت تولید می شود که کلی ترین آنها در 3 شکل U تیوب، تیوب مستقیم و اسپیرال قرار می گیرد.
مبدل حرارتی مدل اسپیرال این تفاوت را دارد که تیوب های آن در داخل پوسته به شکل مارپیچی دور هم پیچیده شده و بدین ترتیب سطح تماس بیشتر و راندمان بالاتری نسبت به حالت معمول دارند.

## اجزا

### لوله‌ها

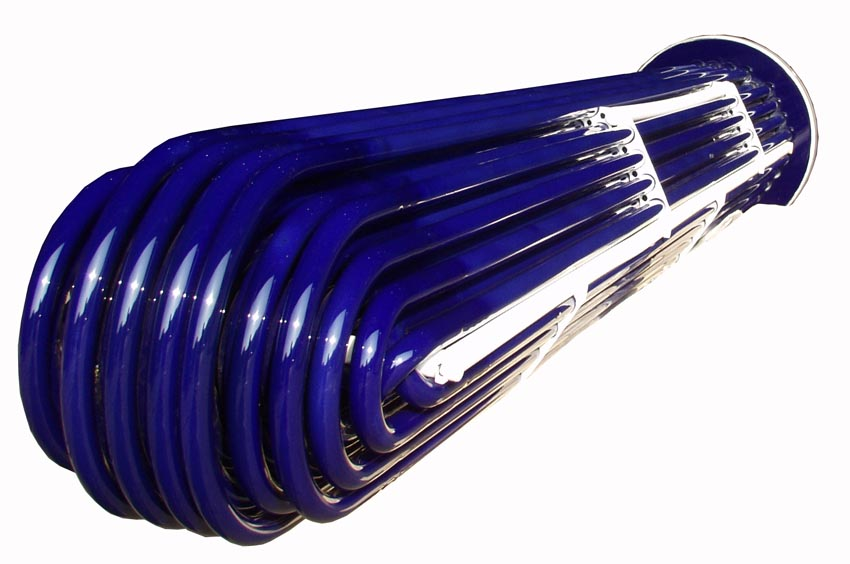
دسته‌ای از لوله‌ها به صورت U شکل که داخل پوسته اصلی قرار می‌گیرند.

لوله‌ها قسمت اصلی تبادل حرارت در مبدل است. سطح بیرونی آن در معرض سیال داخل پوسته قرار دارد و از داخل آن نیز سیال دیگری عبور می‌کند. این لوله‌ها معمولاً از {\displaystyle {\tfrac {1}{4}}} تا {\displaystyle 2{\tfrac {1}{2}}} اینچ قطر دارند. در مبدل‌های معمولی از لوله‌های با قطر ۱ و {\displaystyle {\tfrac {3}{4}}} اینچ استفاده می‌شود. در مبدل‌های فشرده نیز از لوله‌های با قطر {\displaystyle {\tfrac {1}{2}}} و {\displaystyle {\tfrac {5}{8}}} اینچ استفاده می‌شود. طول این لوله‌ها از ۱۶ تا ۲۴ فوت متغیر است. جنس این لوله‌ها اغلب از فولاد کم کربن، فولاد زنگ نزن، آلیاژهای مس، نیکل و آلومینیوم، تیتانیوم، برنج و دیگر فلزات است.
هنگامی که ضریب انتقال حرارت برای سیال بیرون لوله نسبت به سیال داخل بسیار کمتر باشد از لوله‌های با سطوح اضافه استفاده می‌شود. البته پره دار کردن لوله‌ها هزینه تمام شده محصول را نسبت به لوله‌های صاف بیشتر می‌کند.

### پوسته
پوسته که عمدتاً به شکل یک لوله بزرگ است، فضایی است که لوله‌های مبدل در آن قرار می‌گیرند و عمل انتقال حرارت در داخل آن صورت می‌گیرد. به عبارتی شکل بیرونی و قابل رویت مبدل را پوسته می‌گویند. بر اساس استاندارد تما (TEMA) پوسته‌های استاندارد از قطر ۶ اینچ (۱۵۰mm) تا ۶۰ اینچ (۱۵۲۰mm) را شامل می‌شود. به دلیل محدودیت در ساخت لوله‌های پیش ساخته، پوسته تا قطر ۲۴ اینچ (۶۱۰mm) به وسیله لوله‌های استاندارد و قطر بیش تر از آن به وسیله شکل‌دهی به ورق‌های استاندارد به شکا استوانه، ساخته می‌شوند. باید توجه داشت که ضخامت پوسته-به خصوص در مواردی که با گاز یا بخار تحت فشار درگیر است- از اهمیت بالایی برخوردار است. نسبت ضخامت، قطر و فشار داخلی به وسیله جداولی در کتب طراحی مبدل‌ها ذکر می‌شود.

#### آرایش لوله‌ها در لوله گیر

آرایش لوله‌ها در لوله گیر. اشکال بالایی نوع مثلثی و اشکال پایینی نوع مربعی را نشان می‌دهند. مسیر حرکت جریان سیال نیز با فلش‌های مشکی نماش داده شده است.

### بافل‌ها
طراحی بافل مبدل حرارتی پوسته لوله، به‌گونه‌ای است که سیال درون پوسته را به‌خوبی هدایت کرده و راندمان انتقال حرارت را افزایش می‌دهد. 

## انواع
در جدول زیر انواع مبدل‌های پوسته و لوله به تفکیک شکل بررسی شده است:
| تصویر | توضیحات       |
| ----- | ------------- |
|       | نوع یو(U) شکل |
|       | مثال          |
|       | مثال          |

## کاربردها
- Perry and  Green, Perry's Handbook.
- E. Ludwig, Applied Process Design.
- مولوی، طراحی تجهیزات نفت.
- خشنودی و  نوعی، انتقال حرارت:اصول و کاربرد.
- McCabe and  Smith, Unit Operations.
- Ullmann, Ullmann's Encyclopedia of Industrial Chemistry.

## واژه‌نامه و توضیحات
1. ↑  tube
2. ↑  Shell
3. ↑  Tubular Exchanger Manufacturers Association, Inc یکی از مهمترین استانداردهای موجود در طراحی مبدل‌های پوسته و لوله است.